# Giovanni Venanzi
Giovanni Venanzi (Pesaro, 1627 – Pesaro, 2 ottobre 1705) è stato un pittore italiano del periodo barocco. È noto soprattutto per i suoi dipinti a tema religioso; fu influenzato dalla pittura di Correggio.

## Biografia
Giovanni Venanzi, secondo una tradizione diffusa ma non confermata, sarebbe stato allievo di Simone Cantarini a Bologna. In diverse opere si rifece sicuramente al modello di Pier Antonio Bernabei.
Intorno al 1660 arrivò a Parma: probabilmente era stato chiamato dai padri teatini, per le cui chiese realizzò diversi dipinti. Inoltre, lavorò anche per i padri carmelitani.
In seguito entrò al servizio della corte di Pietro Farnese e poi del duca Ranuccio II, lavorando sia a Parma che a Piacenza, oltre che per i Meli Lupi di Soragna. Ranuccio II nel 1678 gli rilasciò la patente di pittore di corte. Anche nel lavoro per committenti laici, i suoi dipinti furono comunque dedicati principalmente a soggetti sacri. 
Terminato il periodo a Parma, Venanzi rientrò nelle Marche, dove è conservata la maggior parte delle sue opere.

## Opere principali
- Cristo Lava i piedi agli apostoli, Musei Civici di Palazzo Ducale (Pesaro)
- Santa Maria Maddalena cosparge i piedi di Cristo di olio profumato, Musei Civici di Palazzo Ducale (Pesaro)
- Martirio di San Biagio, Pergola
- Visitazione, Pergola
- Isaia, Pesaro
- Santa Elisabetta, Pesaro
- Balaam, Pesaro
- Re Davide, Pesaro
- Santa barbara, Montelabbate
- Santo Stefano, Pesaro
- Madonna della cintola e santi, Sassocorvaro
- Sant’Antonio da Padova, Pesaro
- Nascita di San Giovanni Battista, Pergola
- Santa Caterina d’Alessandria e Santa Lucia, Gradara
- Madonna con Bambino, Gradara
- Annunciazione, Pergola

### Sposalizio della Vergine
Una delle opere più note di Venanzi è lo Sposalizio della Vergine, realizzato durante il soggiorno a Parma (olio su tela, cm 280 x 197). L'opera è firmata e datata 1674, cosa che consente di collocarla con precisione nella carriera dell'artista. In origine era collocata in un altare laterale della chiesa di santa Maria Bianca, appartenente alle Carmelitane Scalze di Parma e poi demolita; dal 1810 è conservata nella Galleria Nazionale di Parma.
Nello Sposalizio della Vergine sono presenti influenze della pittura di Correggio e di quella tardo manierista. In particolare, nel dipinto è evidente l'imitazione di Bernabei, cui si aggiunge l'"opaco sfumato" di Aurelio Gatti, mentre la insieme della composizione segue il modello di Guercino.
Tuttavia, il dipinto ha tuttavia anche aspetti realistici che lo allontanano dal modello di Bernabei: in particolare, in primo piano è presentata la figura di un mendicante seduto, che nell'Ottocento fu giudicata poco appropriata alla scena. La presenza del mendicante fa comunque pensare che il dipinto sia stato richiesto dai carmelitani specificamente per incoraggiare la pratica dell'elemosina a favore delle ragazze povere che dovevano sposarsi.

## Museo
A sant'Angelo in Lizzola, nel comune di Vallefoglia (PU), si trova un museo monotematico dedicato a Giovanni Venanzi. Il museo è stato istituito dal Comune di Vallefoglia e collocato presso la chiesa abbaziale di Sant’Egidio, di proprietà privata, con l’intento di valorizzare il territorio dal punto di vista storico e culturale. L'inaugurazione del museo è avvenuta il 19 giugno 2021. 
All’interno del museo si trovano 32 quadri datati e firmati da Venanzi.